# Пилипы (Могилёв-Подольский район)
Пилипы́ (укр. Пилипи) — село на Украине, находится в Могилёв-Подольском районе Винницкой области.
Население по переписи 2001 года составляет 327 человек. Почтовый индекс — 24051. Телефонный код — 4337.
Занимает площадь 0,98 км².

## Адрес местного совета
24046, Винницкая область, Могилёв-Подольский р-н, с. Пилипы, ул. Центральная